# میلیوو (استان لوبلین)
میلیوو (به لاتین: Milejów) یک روستا در لهستان است که در گمینا میلیوو واقع شده‌است. میلیوو  ۲٬۶۷۶ نفر جمعیت دارد.